# Trục xuất người châu Á khỏi Uganda
Vào đầu tháng 8 năm 1972, Tổng thống Uganda, Idi Amin, đã ra lệnh trục xuất người dân tộc thiểu số Châu Nam Á khỏi quốc gia của ông, và cho họ 90 ngày để rời khỏi đất nước. Vào thời điểm trục xuất, có khoảng 80.000 người gốc Ấn Độ ở Uganda, trong đó quá trình xin nhập quốc tịch của 23.000 người đã xử lý và chấp nhận.  Mặc dù cuối cùng 23.000 người này được miễn trục xuất, nhiều người đã chọn tự nguyện rời đi. Việc trục xuất diễn ra trong bối cảnh chủ nghĩa bài Ấn Độ đang diễn ra ở Uganda, với việc Amin cáo buộc một người thiểu số châu Á không trung thành, không hòa nhập và gian lận trong thương mại; các nhà lãnh đạo người Ấn Độ phản bác các cáo buộc này.  Amin bảo vệ hành động trục xuất này bằng lập luận rằng ông ta đang "trả lại Uganda cho người Uganda".

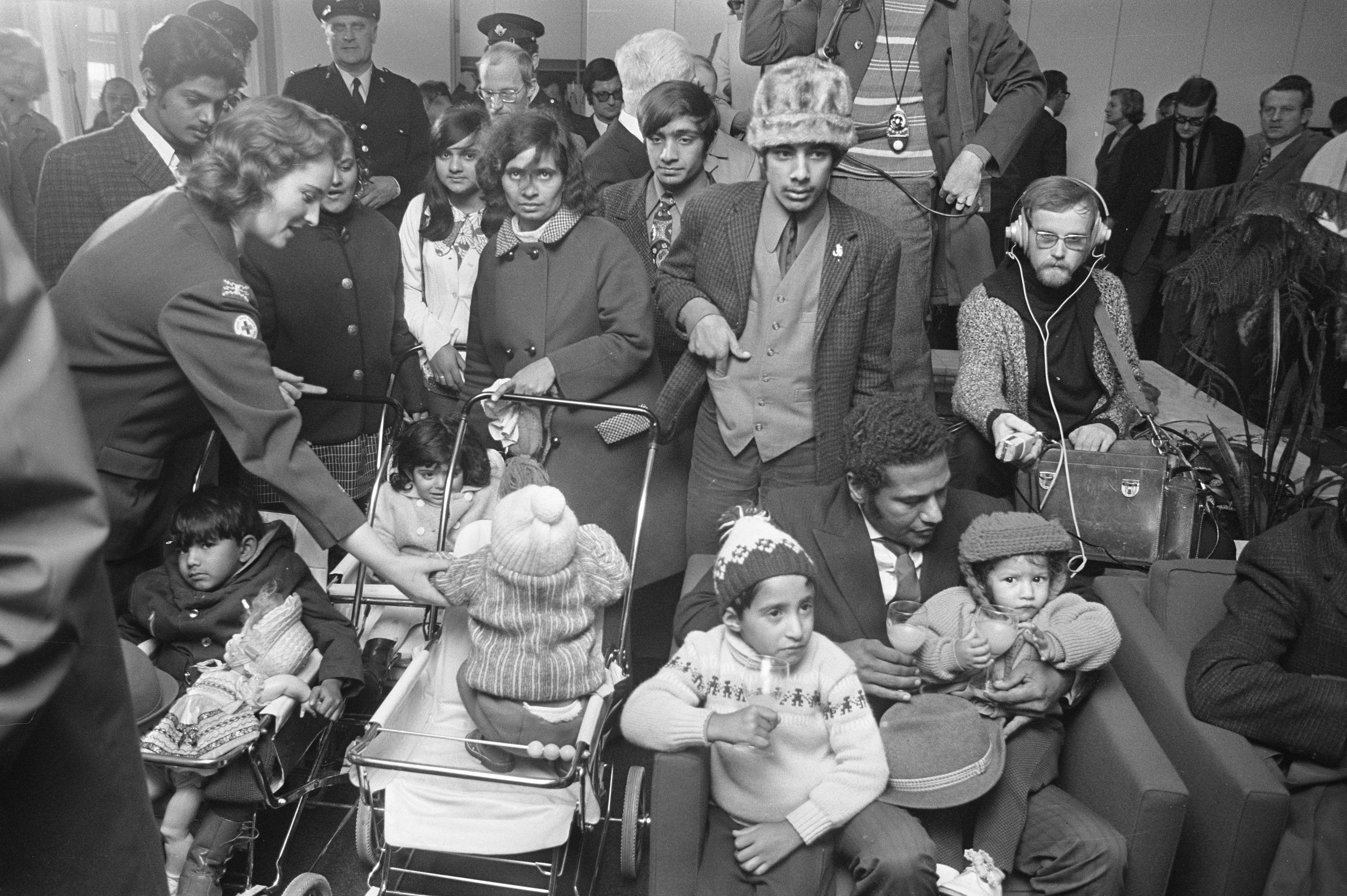
Những người châu Á bị trục xuất ở Hà Lan sau khi rời Uganda, 1972

Nhiều người trong số những người bị trục xuất là công dân của Vương quốc Anh và thuộc địa, và 27.200 người đã di cư đến Vương quốc Anh. Trong số những người tị nạn khác được thống kê, 6.000 người đến Canada, 4.500 người đến Ấn Độ và 2.500 người đến Kenya hoặc Pakistan. Tổng cộng, khoảng 5.655 công ty, trại chăn nuôi, trang trại và bất động sản nông nghiệp đã được phân bổ lại, cùng với ô tô, nhà cửa và các mặt hàng gia dụng khác.

## Bối cảnh
Sự hiện diện của người Nam Á ở Uganda là kết quả của ý đồ của chính quyền Anh (1894–1962).  Họ được người Anh đưa đến Quốc gia Bảo hộ Uganda để "đóng vai trò cầu nối giữa người châu Âu và châu Phi trong thương mại và hành chính". Ngoài ra, vào những năm 1890, 32.000 lao động từ Ấn Độ thuộc Anh được đưa đến Đông Nam Phi theo hợp đồng lao động ký kết để xây dựng Đường sắt Uganda. Hầu hết những người Ấn Độ sống sót đã trở về nhà, nhưng 6.724 người đã quyết định ở lại khu vực Hồ Lớn châu Phi sau khi hoàn thành tuyến. Theo điều tra dân số năm 1969, có khoảng 74.308 người gốc Ấn Độ ở Uganda, trong đó 25.657 đã có quốc tịch Uganda, vài ngàn người có quốc tịch Ấn Độ, Pakistan, hay Bangladesh, số còn lại là người mang quốc tịch Anh. Hơn 50.000 là người khác mang hộ chiếu Anh, mặc dù chính Amin đã sử dụng con số được phóng đại là 80.000 người mang hộ chiếu Anh trong bài phát biểu trục xuất đầu tiên của mình.
Người Anh đã đầu tư vào giáo dục dân tộc thiểu số châu Á, thay vì giáo dục của người bản địa Uganda. Vào đầu thập niên 1970, nhiều người Ấn Độ ở Đông Nam Phi và Uganda đã được làm việc trong các doanh nghiệp may và ngân hàng và chủ nghĩa bài Ấn Độ đã được khắc ghi khi nhiệm kỳ của Amin vào tháng 2 năm 1971. Mặc dù không phải tất cả người châu Á gốc Uganda đều khá giả, nhưng trung bình họ khá giả hơn các cộng đồng bản địa, chiếm 1% dân số trong khi kiếm được 1/5 thu nhập quốc dân. Người Ấn Độ đã bị rập khuôn là "con buôn" và được gọi là "dukawalla "(một thuật ngữ nghề nghiệp đã trở thành một từ miệt thị chỉ người Ấn Độ trong thời của Amin), để chỉ những kẻ cố gắng lừa người mua cả tin và chỉ chăm chăm cho gia đình của họ. Sự phân biệt chủng tộc đã được thể chế hóa. Những cộng đồng dân tộc biệt lập qua tường rào nhận được dịch vụ chăm sóc sức khỏe và các dịch vụ học tập ưu tú. Ngoài ra, hệ thống thuế quan ở Uganda trong lịch sử hướng tới lợi ích kinh tế của các thương nhân Nam Á.
Chính phủ của Milton Obote đã theo đuổi chính sách "Phi châu hóa" bao gồm các chính sách nhắm vào người Uganda gốc Á. Ví dụ, Ủy ban về "Phi châu hóa trong Thương mại và Công nghiệp" năm 1968 đã đưa ra các đề xuất bái Ấn sâu rộng và một hệ thống giấy phép lao động và giấy phép thương mại đã được đưa ra vào năm 1969 để hạn chế vai trò của người Ấn Độ không phải là công dân trong các hoạt động kinh tế và nghề nghiệp. Tuy nhiên, các chính sách của Amin thể hiện một sự leo thang đáng kể. Vào tháng 8 năm 1971, Amin thông báo xem xét  trạng thái công dân được trao cho cộng đồng người châu Á tại Uganda, sau đó là tuyên bố về điều tra dân số Châu Á của Uganda vào tháng 10 năm đó. Để giải quyết "hiểu lầm" về vai trò của thiểu số gốc Á của Uganda trong xã hội, sau đó ông đã triệu tập một 'hội nghị' người Ấn Độ từ ngày 7 đến ngày 8 tháng 12. Trong một bản ghi nhớ được trình bày vào ngày thứ hai của hội nghị, ông đặt ra hy vọng rằng "khoảng cách rộng" giữa người châu Á gốc Uganda và người châu Phi sẽ được thu hẹp. Vừa đề cao các đóng góp của người gốc Ấn trong nền kinh tế và các ngành nghề, ông đồng thời cáo buộc một thiểu số dân cư châu Á không trung thành, không hội nhập và gian lận thương mại, những cáo buộc mà các nhà lãnh đạo gốc Ấn Độ phản bác. Ông tuyên bố chính phủ sẽ công nhận các quyền công dân đã được cấp, nhưng tất cả các đơn xin nhập quốc tịch còn lại (đến thời điểm đó là khoảng hơn 12.000 đơn) sẽ bị hủy bỏ.
Việc trục xuất một dân tộc thiểu số này không phải là lần đầu tiên trong lịch sử của Uganda, trước đó dân tộc thiểu số người Kenya, với số lượng khoảng 30.000 người, đã bị trục xuất vào năm 1969–70.

## Trục xuất

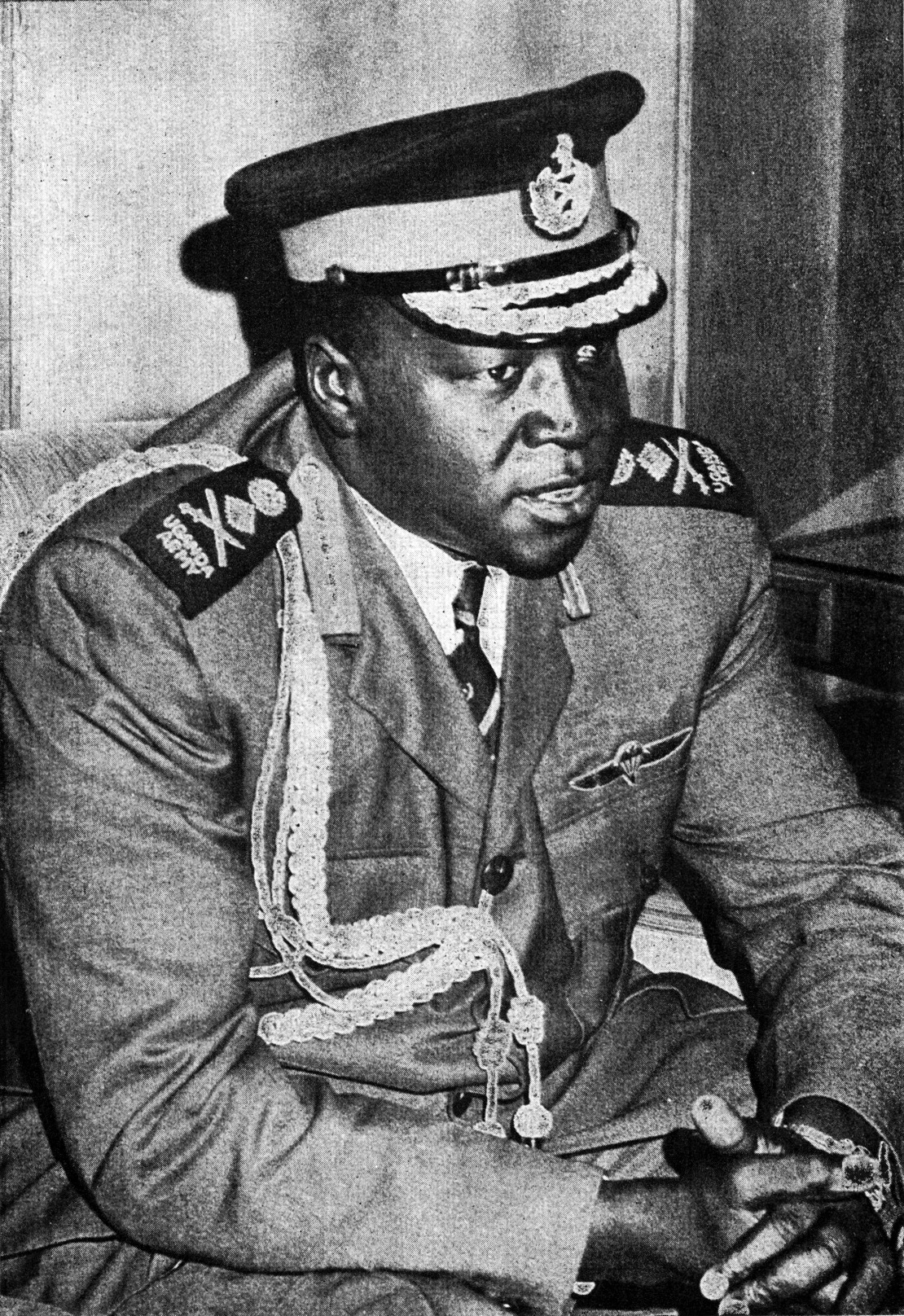
Idi Amin, hình ngay sau buổi trục xuất

Vào ngày 4 tháng 8 năm 1972, Amin tuyên bố rằng Anh sẽ cần đảm nhận trách nhiệm chăm sóc các đối công dân Anh gốc Á, cáo buộc họ "phá hoại nền kinh tế Uganda và khuyến khích tham nhũng". Thời hạn để các công dân người Anh rời đi được xác nhận là ba tháng, hay cho đến ngày 8 tháng 11. Vào ngày 9 tháng 8, chính sách đã được mở rộng bao gồm cả công dân của Ấn Độ, Pakistan và Bangladesh. Trạng thái của 23.000 người châu Á đã được cấp quốc tịch Uganda (và đặc biệt là những người không có quốc tịch nào khác) chưa được làm rõ. Vào ngày 19 tháng 8, họ có vẻ đã được thêm vào danh sách, và được bỏ ra ba ngày sau đó sau khi nhận nhiều phản đối quốc tế. Nhiều người đã chọn rời đi thay vì chịu đựng thêm sự đe dọa, chỉ có 4.000 người được biết là đã ở lại. Một số ngành nghề nhất định đã được miễn trừ, sau đó bị loại bỏ.
Động cơ chính xác cho việc trục xuất vẫn chưa rõ ràng. Một số người ủng hộ trước đây của ông cho rằng điều này bắt nguồn từ một giấc mơ, Allah đã bảo ông trục xuất họ, cũng như âm mưu báo thù chính phủ Anh vì đã từ chối cung cấp vũ khí cho ông để xâm lược Tanzania. Còn có một lời đồn chưa được xác nhận, nhưng được lan truyền bởi những người Uganda gốc Á rằng Amin đã yêu một phụ nữ Ấn Độ đã kết hôn. Gia đình cô đã gửi cô về Ấn Độ để tránh xa ông ta và điều này khiến Amin tức giận đến mức ông ta muốn trục xuất mọi người Ấn Độ khỏi đất nước để trả đũa. Amin bảo vệ việc trục xuất bằng cách lập luận rằng ông ta đang trả lại Uganda cho người Uganda:
Chúng tôi quyết tâm biến người dân Uganda bình thường làm chủ vận mệnh của chính mình và trên hết là để thấy rằng họ được hưởng sự giàu có của đất nước mình. Chính sách có chủ ý của chúng tôi là chuyển quyền kiểm soát kinh tế của Uganda vào tay người Uganda, lần đầu tiên trong lịch sử đất nước chúng ta.

Chính sách trục xuất và phân chia lại tài sản được gọi chính thức là "Chiến dịch Mafuta Mingi".  Những người lính Uganda trong thời kỳ này đã tham gia trộm cắp và bạo lực thể xác và tình dục đối với người châu Á mà không bị trừng phạt. Các hạn chế đã được áp dụng đối với việc bán hoặc chuyển nhượng các doanh nghiệp tư nhân của người Uganda gốc Á và vào ngày 16 tháng 8, Amin đã nói rõ rằng sau khi ông xử lý xong các doanh nghiệp do người Ấn Độ sở hữu, sẽ đến lượt các doanh nghiệp thuộc sở hữu của người Châu Âu.

## Tác động
—Tổng thống Idi Amin
Các sắc lệnh của Amin đã thu hút sự lên án ngay lập tức trên toàn thế giới, kể cả từ Ấn Độ. Chính phủ Ấn Độ đã cảnh báo Uganda về những hậu quả nghiêm trọng, nhưng không có hành động gì khi chính phủ của Amin phớt lờ tối hậu thư. Ấn Độ tiếp tục duy trì quan hệ ngoại giao với Uganda. Vương quốc Anh đóng băng khoản vay trị giá 10,4 triệu bảng Anh đã được thu xếp vào năm trước; Amin phớt lờ điều này. Các nhà báo Tony Avirgan và Martha Honey đã mô tả việc trục xuất là "chính sách phân biệt chủng tộc rõ ràng nhất từng được áp dụng trong cộng đồng châu Phi da đen".
Nhiều người trong số những người Ấn Độ là công dân của Vương quốc Anh và Thuộc địa và 27.200 người tị nạn sau đó đã di cư đến Vương quốc Liên hiệp Anh và Bắc Ireland. Trong số những người tị nạn khác, 6.000 người đến Canada, 4.500 người đến Ấn Độ và 2.500 người đến Kenya lân cận. Malawi, Pakistan, Tây Đức và Hoa Kỳ mỗi nước nhận 1.000 người tị nạn, số lượng nhỏ hơn di cư đến Úc, Áo, Thụy Điển, Na Uy, Mauritius và New Zealand. Khoảng 20.000 người tị nạn chưa được thống kê. Chỉ còn vài trăm người ở lại.
Vì không muốn mở rộng hạn ngạch nhập cư mới được áp dụng, chính phủ Anh đã tìm kiếm sự đồng ý từ một số lãnh thổ hải ngoại còn lại của mình (bao gồm Bermuda, Quần đảo Virgin, Honduras thuộc Anh, Hồng Kông, Seychelles và Quần đảo Solomon) để tái định cư họ; tuy nhiên, chỉ có Quần đảo Falkland phản hồi tích cực. Kenya và Tanzania cũng đã đóng cửa biên giới của họ với Uganda để ngăn dòng người tị nạn.
Một số trong số những người bị trục xuất là Người Hồi giáo Nizari Ismaili. Aga Khan IV, Imam của Nizari Ismailis đã gọi điện cho người bạn lâu năm của ông là Thủ tướng Canada Pierre Trudeau. Chính phủ của Trudeau đã đồng ý cho phép hàng nghìn người Nizari Ismaili di cư đến Canada. Cuộc di cư của người Uganda gốc Á lên đến một mức độ khẩn cấp mới trong tháng 9 sau một bức điện từ Amin gửi cho Tổng thư ký Liên hợp quốc Kurt Waldheim, trong đó có vẻ Amin bày tỏ sự thông cảm với cách đối xử của Hitler với người Do Thái và một cuộc không vận đã được tổ chức. Liên hợp quốc đã cử Thư ký điều hành của Ủy ban Kinh tế Châu Phi, Robert K. A. Gardiner cố gắng thuyết phục Amin đảo ngược quyết định của mình, nhưng không được.
Trước khi trục xuất, người châu Á sở hữu nhiều doanh nghiệp lớn ở Uganda, nhưng việc thanh trừng người châu Á khỏi nền kinh tế của Uganda hầu như là hoàn toàn. Một ủy ban quân sự được giao trách nhiệm phân phát lại những tài sản bị tịch thu, tuy nhiên Amin cũng tự phân phát lại một số thứ. Tổng cộng, khoảng 5.655 công ty, trại chăn nuôi, trang trại và bất động sản nông nghiệp đã được phân bổ lại, cùng với ô tô, nhà cửa và các mặt hàng gia dụng khác. Vì lý do chính trị, hầu hết (5.443 công ty) đã được phân bổ lại cho các cá nhân, với 176  thuộc về các cơ quan chính phủ, 33 được phân bổ lại cho các tổ chức bán quốc doanh và 2 được phân bổ lại cho các tổ chức từ thiện. Có thể người chiến thắng lớn nhất là Tổng công ty phát triển Uganda thuộc sở hữu nhà nước, đã giành được quyền kiểm soát một số doanh nghiệp lớn nhất, mặc dù cả bản chất tăng trưởng nhanh chóng và sự thiếu hụt đột ngột của các nhà quản lý và kỹ thuật viên có kinh nghiệm đã trở thành một thách thức đối với công ty, dẫn đến việc tái cơ cấu ngành vào năm 1974–5.  Mặc dù một số tài sản rơi vào tay các doanh nhân truyền thống của Uganda, nhưng hầu hết những người hưởng lợi trực tiếp là binh lính và quan chức chính phủ. Trong khi việc trục xuất ban đầu diễn ra thuận lợi ở Uganda, việc quản lý nguồn lực yếu kém đã dẫn đến khó khăn kinh tế. Vào thời điểm chế độ của Amin sụp đổ vào năm 1979, người ta đồn rằng không có hơn 50 người châu Á ở Uganda.

## Quay trở lại
Hàng nghìn người Ấn Độ trở lại Uganda từ năm 1986 khi Yoweri Museveni lên nắm quyền. Museveni chỉ trích các chính sách của Amin và mời người Ấn Độ quay trở lại. Theo Museveni, "Người Gujarat đã đóng một vai trò quan trọng trong sự phát triển xã hội và công nghiệp của Uganda. Tôi biết rằng cộng đồng này có thể làm nên điều kỳ diệu cho đất nước của tôi và họ đã làm điều đó trong nhiều thập kỷ qua." Người Ấn Độ ở Uganda đã giúp xây dựng lại nền kinh tế của Uganda và ổn định tài chính tốt.